# Duncan Paia'aua
Duncan Paia'aua (* 20. ledna 1995, Porirua) je ragbista hrající za francouzský klub Toulon a za reprezentaci Samoy. Jeho nejčastější pozice jsou tříčtvrtka a zadák.
Narodil se na Novém Zélandu a s rodinou se ve svých třech letech odstěhoval do Melbourne. V roce 2015 reprezentoval Austrálii na MS do 20 let. Za Samou si reprezentační premiéru odbyl v listopadu 2022 proti Itálii a zvládl jí položit i první pětku za Samou. Možnost ji reprezentovat má kvůli původu svých rodičů. Zúčastnil se MS 2023 a dokázal položit 2 pětky.